# Brian Connor (Spezialeffektkünstler)
Brian Connor ist ein US-amerikanischer Spezialeffektkünstler.
Zu einer seiner höchsten Auszeichnungen gehört der Academy Award, der ihm im Jahr 2022 in der Kategorie Beste visuelle Effekte für den Sci-Fi/Abenteuerfilm Dune verliehen wurde.

## Filmografie (Auswahl)
(Quelle:)
- 2003: Fluch der Karibik (digital compositor: ILM)
- 2005: Star Wars: Episode III – Die Rache der Sith (digital compositor: ILM)
- 2009: Star Trek (sequence supervisor: ILM)
- 2010: Iron Man 2 (sequence supervisor: ILM)
- 2014: The Return of the First Avenger (compositing supervisor: Scanline VFX)
- 2017: Wonder Woman (compositing supervisor: Double Negative)
- 2018: Meg (compositing supervisor: Double Negative)
- 2019: Godzilla II: King of the Monsters (visual effects supervisor: DNEG)
- 2021: Dune (visual effects supervisor: DNEG)

## Auszeichnungen
(Quelle:)
- 2022: Oscar in der Kategorie Best Achievement in Visual Effects für Dune
- 2022: BAFTA Award in der Kategorie Best Achievement in Special Visual Effects für Dune
- 2022: Gold Derby Award in der Kategorie Visual Effects für Dune
- 2022: Hollywood Critics Association in der Kategorie Best Visual Effects für Dune
- 2022: Houston Film Critics Society Awards in der Kategorie Best Visual Effects für Dune
- 2022: International Online Cinema Awards (INOCA) in der Kategorie Best Visual Effects für Dune
- 2022: Latino Entertainment Journalists Association Film Awards in der Kategorie Best Visual Effects für Dune
- 2022: London Critics Circle Film Awards in der Kategorie Technical Achievement of the Year für Dune
- 2022: North Carolina Film Critics Association in der Kategorie Best Special Effects für Dune
- 2022: North Dakota Film Society in der Kategorie Best Visual Effects für Dune
- 2022: Satellite Awards in der Kategorie Best Visual Effects für Dune
- 2022: Seattle Film Critics Society in der Kategorie Best Visual Effects für Dune
- 2022: Visual Effects Society Awards in der Kategorie Outstanding Visual Effects in a Photoreal Feature für Dune